# Cavernocymbium
Cavernocymbium es un género de arañas araneomorfas de la familia Amaurobiidae. Se encuentra en California.

## Especies
Según The World Spider Catalog 12.0:
- Cavernocymbium prentoglei Ubick, 2005
- Cavernocymbium vetteri Ubick, 2005